# Construction des Automobiles Renault en Algérie
Construction des Automobiles Renault en Algérie S.P.A. (kurz CARAL oder Caral Renault Algérie) war ein Automobil- und Nutzfahrzeughersteller des Renault-Konzerns. Der Unternehmenssitz befand sich in El-Harrach in Algier.

## Geschichte
Das Unternehmen wurde 1959 gegründet. Im Jahr 1967 fusionierte die bereits seit 1922 bestehende Vertriebsgesellschaft Société algérienne des automobiles Renault (SADAR) mit CARAL zu CARAL Renault Algérie. Vor der Schließung im Juli 1970 stellte CARAL 15.000 Personenkraftwagen pro Jahr her.
CARAL stellte die Modelle Renault 4, Renault 8 und Renault 16 her. Im Jahr 1968 beschäftigte das Unternehmen 735 Mitarbeiter. Das Unternehmen wurde 1969 oder 1970 verstaatlicht.
Erst 1986 richtete Renault wieder eine Vertretung in Algerien ein. Im Jahr 2013 wurde Renault Algérie Production gegründet, das ein Jahr später die Produktion aufnahm.